# Tropidia acuminata
Tropidia acuminata är en orkidéart som beskrevs av Rudolf Schlechter. Tropidia acuminata ingår i släktet Tropidia och familjen orkidéer. Inga underarter finns listade i Catalogue of Life.